# Brachystelma floribundum
Brachystelma floribundum är en oleanderväxtart som beskrevs av William Bertram Turrill. Brachystelma floribundum ingår i släktet Brachystelma och familjen oleanderväxter. Utöver nominatformen finns också underarten B. f. mlimakito.